# ヘンリー・カウ
ヘンリー・カウ （Henry Cow）は、1968年にケンブリッジ大学でマルチ奏者のフレッド・フリスとティム・ホジキンソンによって結成された英国の前衛的なグループである。ヘンリー・カウのメンバーは10年にわたって変動したが、ドラマーのクリス・カトラー、ベーシストのジョン・グリーヴス、バスーン奏者/オーボエ奏者のリンジー・クーパーは、フリスとホジキンソンとともに重要な長期にわたって参加したメンバーであった。
独自の反商業的な態度をもって、彼らは主流の音楽ビジネスから距離を置き、自由に実験することができた。批評家のマイルズ・ボイセンはこう書いている。「彼らのサウンドは非常に冷静で大胆で、模倣者がほとんどいませんでした。大西洋を挟む国と国の間で自発性や、複雑な構造、哲学、ユーモアを融合させながら、『プログレッシブ』というタグを付けられつつ、それを超越していました」。
ヘンリー・カウは、20世紀に活動したアメリカの作曲家ヘンリー・カウエルから名前をとったと一般に考えられてきたが、これはバンド・メンバーによって繰り返し否定されている。ホジキンソンによると、「ヘンリー・カウ」という名前は1968年には「イン・ジ・エアー (in the air)」であったが、バンドにとっては良い名前のように思えたので変えただけで、名前は何にもつながりがないのだという。1974年のインタビューで、カトラーはその名前が選ばれたのは「それが馬鹿げているから。ヘンリー・カウよりも馬鹿げた名前なんてあるかい?」と語った。

## 略歴

### 初期
フレッド・フリスは、1968年5月にケンブリッジ大学のブルース・クラブで仲間の学生であるティム・ホジキンソンと出会った。音楽に対するお互いのオープンマインドなアプローチを認識し、2人は一緒に演奏を始め、「ダダ・ブルース」や「ネオ・ヒロシマ」といった多様な音楽スタイルで演奏を行った。ヘンリー・カウの最初のコンサートの1つは、1968年6月12日にケンブリッジにあるホマトン・カレッジのアーキテクツ・ボールにおけるピンク・フロイドのサポート・アクトである。
1968年10月、ヘンリー・カウは、アンディ・パウエル（ベース）、デヴィッド・アトウール（ドラム）、ロブ・ブルックス（リズムギター）が加わってメンバーが増えた。フリス、ホジキンソン、パウエルがグループの残りのメンバーから袂を分かち、トリオ編成になり、その年の12月までこのラインナップで演奏した。当時のパウエルは、キングス・カレッジにて常駐作曲家であるロジャー・スモーリーのもとで音楽を勉強していた。スモーリーはヘンリー・カウの初期の作曲に影響を与えた。彼は彼らを、ソフト・マシーン、キャプテン・ビーフハート、フランク・ザッパなどのバンドやミュージシャンによるさまざまな新しい音楽にさらした。スモーリーはまた、ロック・グループのために長く複雑な曲を書くというアイデアを彼らに紹介した。この時点でヘンリー・カウは、集団で演奏する能力に挑戦するために音楽を書き始め、それにより自分自身を向上させていった。
トリオとして、フリスがベース、パウエルがドラム、ホジキンソンがフリスとパウエルに学ぶよう説得されたオルガンを演奏し、ヘンリー・カウは大学の年間行事で毎年開催されていたアーキテクツ・ボールやミッドサマー・コモン・フェスティバルを含む多くのギグを行うようになった。中には、ケンブリッジの14階建ての建物の屋上でのパフォーマンスのようなものもあった。1969年4月、パウエルが脱退し、バンドはデュオに戻り、フリスはヴァイオリンを、ホジキンソンはキーボードとリード楽器を演奏した。1969年10月、哲学者のゲーレン・ストローソンがバンドのためにオーディションを受けた。その後、フリスとホジキンソンはベーシストのジョン・グリーヴスをバンドに参加するよう説得し、数人の一時的なドラマーとショーン・ジェンキンスのサービス参加によって、ヘンリー・カウは続く8ヶ月間をカルテットとして演奏した。1971年5月、マーティン・ディッチャムがドラムのジェンキンスに取って代わり、このラインナップで、1971年6月にゴングと並んで出演したグラストンベリー・フェスティバルを含むいくつかのイベントで演奏した。
ディッチャムは1971年7月に脱退し、その年の9月までドラマーの席が再び埋まることはなく、今回はクリス・カトラーがその席を埋めた。『メロディ・メイカー』誌でのカトラーからの広告の1つに応じて、バンドは彼をリハーサルに招待したのだった。ヘンリー・カウがフリス、ホジキンソン、カトラー、グリーヴスのコア・メンバーに落ち着いたのは、カトラーが参加したときだけだった。その後、バンドはロンドンに移り、積極的なリハーサル・スケジュールを開始した。
1971年にジョン・ピールの「Rockortunity Knocks」コンテストに参加した後、ヘンリー・カウは1972年2月にBBCラジオ1の「ジョン・ピール・セッション」を録音した。その後、同年10月に別のセッション、1973年から1975年にさらに3つのセッションを録音した。
1972年4月、ヘンリー・カウはロバート・ウォーカーのプロデュースでエウリピデスの『バッコスの信女』の音楽を書いて演奏した。これには、バンドを完全に変えるほどの集中的で厳しい3週間の作業が必要だった。この間、木管楽器奏者のジェフ・リーが加わり、ヘンリー・カウはクインテットになった。
1972年7月、バンドはエディンバラ国際フェスティバルで演奏し、エディンバラ・フェスティバル・フリンジでアーティストのレイ・スミスやケンブリッジ・コンテンポラリー・ダンス・グループとバレエの音楽を書いて演奏した。スミスは、「体験全体に次元を加える」ために、1970年代初頭のいくつかの公演でヘンリー・カウと共に出演した。スミスの演技には、レインボー・シアターでの「左のアイロン台ステージのセットアップと夜中の静かなアイロン掛け」、ハマースミス・パレでの「各曲の間の不連続なテキストの短いパッセージの読み取り」、そしてニュー・ロンドン・シアターでのグローブパペットによるマイミングが含まれていた。スミスは後にヘンリー・カウの3枚のLPカバーのために「手描きのソックス」のアートワークを描くことになった。
ロンドンに戻って、彼らは、デレク・ベイリー、ロル・コックスヒル、アイヴァー・カトラー、ロン・ギーシン、デヴィッド・トゥープ、レディ・ジューン、スミスらゲストと一緒に、ケンジントン市庁舎で「キャバレー・ヴォルテール・アンド・エクスプローラーズ・クラブ」の名前で一連のコンサートとイベントを開催し始めた。即興演奏者であるベイリーとコックスヒルはヘンリー・カウの「熱心な支持者」となり、彼らのコンサートの多くに参加した。フリスは後に、「彼らの批評的な関与と励ましに強く影響を受けた」と述べた。ヘンリー・カウは、初めて、ロック・プレスと当時生まれたばかりのレーベル、ヴァージン・レコードから注目を集め始めた。多くの交渉と審議の後、ヘンリー・カウは1973年5月にヴァージンと契約を結んだ。

### アルバム『不安』
契約締結から2週間のうちに、ヘンリー・カウはオックスフォードシャーにあるヴァージン所有のマナー・スタジオでデビュー・アルバム『伝説 (『レッグ・エンド/レジェンド』とも呼ばれる)』のレコーディングを開始した。3週間のハードワークとなったが、最終的に彼らは自分たちでスタジオを扱う方法を知ることとなり、それが後のキャリアで非常に貴重なものとなっていく。グループ全員で歌われた「Nine Funerals of the Citizen King (市民王の9つの葬儀)」というトラックは、ヘンリー・カウの最初の明らかに政治的な声明となった。
新しく契約したからにはと、ヴァージンはヘンリー・カウとファウストのための英国ツアーを企画した。このツアーの間、ヘンリー・カウはシェイクスピアの『テンペスト』に基づいて、非正統的で挑発的な演劇のための音楽の準備を始めた。この音楽の一部は、彼らの次のレコード『不安』で使用された。
1973年11月、バンドのメンバーはBBCによるマイク・オールドフィールドの作品『チューブラー・ベルズ』のスタジオ・ライブ・パフォーマンスに参加し、その映像は後にオールドフィールドのビデオ・コンピレーション『エレメンツ』の2004年DVD版でリリースされた。
1973年12月のオランダ・ツアー中に、ジェフ・リーがグループを脱退した。標準的なロックやジャズから遠ざかるような、より珍しい楽器の演奏者を探して、ヘンリー・カウはクラシックの訓練を受けていたリンジー・クーパー (オーボエ、バスーン)に参加するように頼んだ。リハーサルをする時間がほとんどなく、クーパーは4本の親知らずをすべて抜き取ったばかりという状況で、1974年初めにマナー・スタジオに戻り、アルバム『不安』のレコーディングを始めた。この間に、彼らはピーター・ブレグヴァド (ギター)、アンソニー・ムーア (キーボード)、ダグマー・クラウゼ (ボーカル)による風変わりで前衛的なポップ・トリオで、ヴァージンから発売される同名アルバムを完成させたばかりのスラップ・ハッピーと知り合いになった。
『不安』をレコーディングすることは、もう一つの強烈な経験となり、『バッコスの信女』以来の集団学習の最も強い期間となった。彼らはLPの片側を埋めるのに十分な材料しか持っていなかったので、サイド2をつくり出すスタジオ作曲プロセスの開発に多くの時間を費やすことを余儀なくされた。レコーディング・セッションは、バンドの緊張感を引き出し、これらは音楽に反映されているが、最終的に彼らは結果に満足し、この経験によってグループは再び結束を固めた。
1974年5月、彼らはキャプテン・ビーフハートと共にイングランドとヨーロッパを再びツアーして回った。ヘンリー・カウが自分たちに何が起こっているのかという現実に目覚めたのは、このツアーの間だった。つまり、彼らはただのロック・バンドになり下がり、夜な夜な同じことを演奏していた。人生はもはや挑戦ではなくなり、彼らは不平不満を言い始めていたのである。いくつかの真剣な議論の後、彼らはリンジー・クーパーに脱退するように頼むことを決め、カルテットとして最後の優れたコンサートをつくり出す義務 (オランダ・ツアー)を果たすことにした。クーパーがいなくなって、彼らは学んだマテリアルの多くを放棄することを余儀なくされ、彼らが以前に行ってきたこととは異なる、35分から40分ぐらいの作品を作った（これは後に、アルバム『傾向賛美』で政治的に告発された「Living in the Heart of the Beast」となった）。
1974年11月、スラップ・ハッピーは、ヴァージンから発表するセカンド・アルバムに参加するようヘンリー・カウを招待した。その結果、出来上がったアルバム『悲しみのヨーロッパ』は、ほぼ完全にスラップ・ハッピーが作曲したアルバムとなり、2つのグループがどれほど似ていないかを考えれば誰もが驚いた。この冒険の成功は、2つのバンドの合併を促した。
1975年初頭、合併されたグループは凍てつく体育館でアルバム『傾向賛美』のためのリハーサルを始めた。それは困難で非常に過酷な時間となり、スラップ・ハッピーのための準備ができていなかったということが露呈し、すぐに合併がうまくいかないかもしれないということが明らかになった。それにもかかわらず、彼らはまだマナー・スタジオにて、一緒に『傾向賛美』を制作した。しかし、彼らが一緒にライブを行うためのリハーサルを始めて初めて、彼らのアプローチに互換性がないことが明らかになった。合併は1975年4月に終了し、アンソニー・ムーアが辞め、ピーター・ブレグヴァドが脱退を求められた。しかし、その貢献がヘンリー・カウのサウンドに別の次元を加えたダグマー・クラウゼは、バンドに残ることを選び、事実上、バンドとしてのスラップ・ハッピーは終わりを迎えた。
ヘンリー・カウ/スラップ・ハッピーのアルバムの両方にゲスト出演したリンジー・クーパーは、1975年4月に再びバンドに合流し、ヘンリー・カウはセクステットになった。1975年5月、アルバム『傾向賛美』とロバート・ワイアットの新しいアルバム『ルース・イズ・ストレンジャー・ザン・リチャード』の発売に伴い、彼らはワイアットとの短いコンサート・ツアーに乗り出した。これに続いて、ヘンリー・カウのキャリアの中でも最もきついスケジュール：西ヨーロッパでの2年間にわたるほぼ継続的なツアーが行われることとなった。

### ヨーロッパ
ヘンリー・カウの音楽は挑戦的で妥協のないもので、故意に音楽にアクセスできないようにしていたのではないかと非難されることが多かった。その結果、彼らは自国・イングランドでは事実上、無視されていた。商業的なグループを支持しつつ実験的なグループを世に送り出してきたヴァージン・レコードでさえ、今ではヘンリー・カウにほとんど関心を示していなかった。これにより、今のスタイルを継続するか否かの判断をずっと行う必要が生じた（確かに経済的な誘発はなかった）。カトラーは「グループの組織と商業構造との関係に関する政治的な決定に相当するものを作らなければならなかったので、これは音楽にも反映されるに違いない」と述べた。ヘンリー・カウの反資本主義的スタンスは、選択したというよりもむしろ必要としていなかったのに部分的にもたらされたものだった。彼らは音楽業界の外で働き始め、自分たちですべてを行うようになった。代理店やマネージャーを放棄し、音楽プレスから認められようとするのをやめた。ヘンリー・カウはすぐに自給自足となり、自立していった。
自国からのバーチャルな亡命者となった彼らは、彼ら(と彼らの音楽)が好評を受けた第二の故郷をヨーロッパ本土とした。1975年7月にローマでコンサートを行った後、ヘンリー・カウは自分たちのトラック/バス/自動車の後席を家として、プログレッシブ・ロック・バンドのストーミー・シックスやPCI (イタリア共産党)などの地元ミュージシャンたちと出会い始めた。PCIはフェスタ・ デル・ウニタ (イタリア中で毎年夏に開催される大規模な野外フェア)でのコンサートを提供し、ミラノのミュージシャンの協同組合であるストーミー・シックスの「L'Orchestra」に参加した。彼らが訪れたそれぞれの人々との接触は、より多くの接触につながり、すぐにヨーロッパ中でヘンリー・カウのためにドアが開かれた。
1976年3月にスカンジナビア・ツアーのリハーサルを行っている間、ジョン・グリーヴスはバンドを離れて、ピーター・ブレグヴァドとのプロジェクト『キュー・ローン』の仕事を始めた。ダグマー・クラウゼは、病気のためにバンドから撤退した。ツアーをスタートしたヘンリー・カウは、カルテット(ホジキンソン、フリス、クーパー、カトラー)として演奏し、それに応じて音楽を調整しなければならなかった。彼らは急進的な選択を迫られ、純粋な即興を支持することで、完全に構成されたマテリアルを放棄した。
1976年5月、ヘンリー・カウは新しいノルウェーの地下レーベル、コンペンディウム（後にヴァージンの低予算なサブレーベルであるキャロラインから再リリース）のための2枚組LP『コンサーツ』をまとめた。彼らはマスタリングから、カバー・デザイン、切断、プレス、製造まですべてを初めて自分たちで行った。このアルバムには、1975年にゲスト・アーティストのロバート・ワイアットと共演したいくつかのコンサートの抜粋が収録されている。
ヘンリー・カウはベース奏者のオーディションを始め、古典的な訓練を受けたチェロ奏者で即興演奏家のジョージー・ボーンを見出した。彼女はそれ以前にベースを演奏したことがなかったが、1976年6月にバンドに参加し、Cの低いチェロのように5弦でベースをチューニングした。その間、「Erk Gah」というタイトルの新しいホジキンソンの叙事詩を含む、バンドの作曲はより複雑になっていった。
ヘンリー・カウは1977年初めにロンドンに戻り、マイク・ウェストブルック・ブラス・バンドやフォークシンガーのフランキー・アームストロングと合併してジ・オーケストラを結成した。彼らはロンドンのラウンドハウスにて「ラウンド・レフト・レヴュー（左翼周辺のレヴュー）」で最初のコンサートを行い、その後、リージェンツ・パークにある野外劇場で演奏した。その後、フランス、イタリア、スカンジナビアでツアーを行った（これらの公演の一部から抜粋は『Henry Cow Box』に収録されたCDシングルとして2006年にリリースされた）。多かれ少なかれ同時に、彼らは社会主義のための音楽とそのための5月のフェスティバルを用意した。ヘンリー・カウが母国で年1回以上のコンサートを行ってから3年が経っていた。誰もが彼らを聴きたがらないように思われる無関心を打破するため、彼らは小さな代替ツアーを自分たちで組織しようとしたが、お金を失い始め、11回のコンサートの後にそれを諦めた。結局のところ、明らかなほどに何も変わっていなかった。
ヴァージン・レコードとの契約は、ヘンリー・カウとヴァージンの両方にとって重荷となっていった。つまり、ヘンリー・カウのレコードは、彼らがすべての時間を費やしたヨーロッパ本土の国々ではライセンスも配布もされず、ヘンリー・カウはヴァージンのためにお金を稼いでいないということになっていた。ヘンリー・カウは再びレコーディングする必要があったが、ヴァージンは彼らにマナー・スタジオでの時間を与えることを拒否した。ヘンリー・カウが契約（「ファーストクラスのスタジオで1ヶ月」）に言及したとき、ヴァージン・レコード（1977年10月）は契約をキャンセルすることに同意した。
クラウゼの健康状態が悪化し、ツアーは彼女にとって不可能となり、彼女はヘンリー・カウの次のアルバムで歌うことに同意したものの、グループを離れることになった。このアルバムのレコーディングは、1978年1月にスイスのキルヒベルクにあるサンライズ・スタジオで始まる予定だった。しかし、1週間前に行われたグループ・ミーティングでは、その予定のマテリアルに疑問が投げかけられ、特に前述の「Erk Gah」に疑問が呈された。カトラーとフリスは急いで一連の曲を書き上げ、それらは計画されていたマテリアルの一部とともに、正式に録音された。ロンドンに戻ると、アルバム曲の優位性を疑問視する別の会議が開かれた。グループは、歌入りの曲がカトラーとフリスによって別ものとしてリリースされることに同意し、インストゥルメンタルが後でヘンリー・カウによってリリースされることに同意した。しかし、この決定はバンドの終わりを意味していた。カトラー、フリス、クラウゼは、ロンドンにあるデヴィッド・ヴォーハウスのカレイドフォン・スタジオで録音された4つの追加トラックを、アート・ベアーズという名前で『ホープス・アンド・フィアーズ』として録音し、ヘンリー・カウの残りのメンバーをゲストとしてクレジットしてリリースした。その年の後半、ヘンリー・カウはダグマー・クラウゼとジョージ・ボーンなしでサンライズ・スタジオに戻り、最後のアルバム『ウェスタン・カルチャー』をインストゥルメンタルとして録音した。アンヌマリー・ロウロフスは、分裂する2ヶ月前にバンドに加わり、アルバムにも参加した。

### ロック・イン・オポジション
ヘンリー・カウは永続的なグループとしての解散に同意したが、すぐに事実を発表しなかった。グループはさらに6ヶ月間続けられ、新しいマテリアル（後に『ウェスタン・カルチャー』を完成させるためにレコーディング）を作成し、長年にわたって彼らをサポートしてくれたすべての場所を最後に再訪した。
1978年3月、ヘンリー・カウはストーミー・シックス (イタリア)、サムラ・ママス・マンナ (スウェーデン)、ユニヴェル・ゼロ (ベルギー)、エトロン・フー・ルルーブラン (フランス)というヨーロッパの4グループをロンドンに招待し、ヘンリー・カウが主催する「ロック・イン・オポジション」 (またはRIO)を開催した。ヨーロッパ中で、ヘンリー・カウは、アメリカやイギリスのロックの覇権に屈することを拒否する多くの「プログレッシブ」なグループに遭遇した。彼らはその代わりに、地元の民族音楽や20世紀の「クラシック」や「アート・ミュージック」などのアメリカ以外の音楽を描き出し、しばしば自分たちの言語で歌っていた。ヘンリー・カウの場合と同様に、これらのグループは生き残るために苦労していた。つまり、レコード会社は彼らの音楽に興味がなかった。これらのグループとヘンリー・カウは音楽的には多様だったが、彼らが共通していたものは「(1)確立されたロック・ビジネスに対する独立性と反対」「(2)何にも左右されず自分の仕事を追求する決意」だった。
フェスティバルの後、RIOはそのメンバーを代表し、促進することを目的とした憲章を持つ組織として正式化された。こうしてRIOは、音楽業界に反対し、彼らの音楽を妥協させる圧力に対して団結したバンドの集団となった。
ヘンリー・カウの最後のコンサートは1978年7月25日にミラノで開催された。キューバの毎年恒例の世界ユース・フェスティバルで予定されていた最終公演は実現しなかった。8月にサンライズ・スタジオに戻り、アルバム『ウェスタン・カルチャー』を完成させ、その後、バンドは正式に報道陣に解散を発表した。「……商品としてのグループは、名前としては存在しなくなりますが、グループとして仕事は続けるでしょう……」。
『ウェスタン・カルチャー』は、ヘンリー・カウ自身のブロードキャスト・レーベルからリリースされた。その後まもなく、クリス・カトラーは独自のレーベルであり商売向きでないレコードの流通ネットワークである「レコメンデッド・レコード」を立ち上げた。

### レガシー
ヘンリー・カウとその作品のレガシー（遺産）は、バンド終焉後も長く生き続けている。多くのメンバーのキャリアをスタートさせた画期的なグループであり、彼らは何年にもわたり次のような多くのプロジェクトで協力してきた。
- アート・ベアーズ

フレッド・フリス、クリス・カトラー、ダグマー・クラウゼ（1978年–1981年）
- 『Rags』（リンジー・クーパー・ソロ・アルバム）

リンジー・クーパー、フレッド・フリス、クリス・カトラー、ジョージー・ボーンなど（1979年–1980年）
- 『The Last Nightingale』（1984年から1985年までの英国の鉱夫のストライキにおける鉱山労働者のためのベネフィット・アルバム）

リンジー・クーパー、クリス・カトラー、ティム・ホジキンソンなど（1984年）
- ニューズ・フロム・ベイブル

クリス・カトラー、リンジー・クーパー、ジョージー・ボーン、ダグマー・クラウゼ、ロバート・ワイアットなど（1983年–1986年）
- ダック・アンド・カバー（ベルリン・ジャズ・フェスティバルからの委託）

クリス・カトラー、フレッド・フリス、ダグマー・クラウゼなど（1983年–1984年）
- 『Each in Our Own Thoughts』（ティム・ホジキンソン・ソロ・アルバム）

ティム・ホジキンソン、クリス・カトラー、リンジー・クーパー、ダグマー・クラウゼなど（1993年） ※収録曲「Hold to the Zero Burn、Imagine」は、1976年から1978年の間にヘンリー・カウによって演奏された曲のスタジオ録音。
- ライブ・インプロヴィゼーション
  - フレッド・フリス & クリス・カトラー（1979年–2010年）
  - フレッド・フリス & ティム・ホジキンソン（1988年–1990年）
  - クリス・カトラー & フレッド・フリス & ティム・ホジキンソン（1986年、2006年）
- アルトー・ビーツ

クリス・カトラー、ジョン・グリーヴス、ジェフ・リーなど（2009年–現在）
- ワッツ

クリス・カトラー、ティム・ホジキンソン、その他（2018年）
- リンジー・クーパーの音楽に関するプロジェクト
  - ヘンリー・カウなどがリンジー・クーパーの音楽を演奏：クリス・カトラー、フレッド・フリス、ジョン・グリーヴス、ティム・ホジキンソン、ダグマー・クラウゼ、アンヌマリー・ロウロフスなど（2014年）
  - ハーフ・ザ・スカイ：クリス・カトラー、ダグマー・クラウゼなど（2017年）
  - リンジー・クーパー・ソングブック：クリス・カトラー、ダグマー・クラウゼ、ティム・ホジキンソン、ジョン・グリーヴスなど（2018年）

1993年、ホジキンソン、カトラー、クーパー、クラウゼが集まってホジキンソンのソロ・アルバム 『Each in Our Own Thoughts』の「Hold to the Zero Burn、Imagine」をレコーディングしたときに、ヘンリー・カウの部分的な再結成が起こった。この歌は以前から「Erk Gah」として知られており、ヘンリー・カウのためにホジキンソンによって作曲され、演奏されたものだった。1998年にヘンリー・カウの再結成の可能性について尋ねられたとき、フリスは「忘れて！ みんな忙しすぎる」と答えた。2006年12月、カトラー、フリス、ホジキンソンはニューヨークのストーンで一緒に演奏した。ヘンリー・カウが1978年に解散して以来、2回目の3人によるコンサート・パフォーマンスとなった。3人での最初のコンサートは1986年にロンドンで行われていた。フリスとホジキンソンは1990年に即興のデュオ・コンサートも行った。コンサートの抜粋は、1992年にアルバム『Live Improvisations』としてリリースされた。
クーパーは2013年9月に亡くなり、2014年6月に、彼女の人生と作品を記念した2つのコンサートの一環として、ヘンリー・カウが再結成されると発表された。ヘンリー・カウのメンバーであるクリス・カトラー、フレッド・フリス、ジョン・グリーヴス、ティム・ホジキンソン、アンヌマリー・ロウロフス、ダグマー・クラウゼを含むバンドは、ヘンリー・カウとしてクーパーの楽曲を演奏し、その後、ニューズ・フロム・ベイブル、Music for Films、Oh Moscowといったバンドが演奏した。ヘンリー・カウのセットは、カトラー、フリス、グリーヴス、ホジキンソン、ロウロフス、ミシェル・ベルクマン、アルフレッド・ハルト、そして1曲でベリアン・ウェストンとジーナ・パーキンスをフィーチャーした。クラウゼは夕方遅くに演奏したが、ヘンリー・カウのセットでは演奏しなかった。コンサートは、2014年11月21日にEFG・ロンドン・ジャズ・フェスティバルの一環としてロンドンのバービカン・センターで、2014年11月22日にハダースフィールド現代音楽祭の一環としてハダースフィールドのローレンス・バトリー・シアターで行われた。上記と同じラインナップをフィーチャーしたクーパーの3回目の追悼コンサートが、2014年11月23日にイタリアのフォルリで開催された。
11月21日に開催されたバービカン・コンサートのレビューで、『ガーディアン』誌のドン・ローソンは「クーパーの人生にふさわしい敬礼」と呼び、「今夜の経験は決して自己満足ではありません。そこには、観客席全体に広がり浮き上がらせるほどの、ステージ上の全員から受ける情熱とコミットメントがとてもはっきりした波となり、複雑なアレンジや鋭利さがありました」と伝えた。

## 音楽性
ヘンリー・カウの音楽には、入念にスコア付けされた曲（多くの場合、複雑な拍子記号）、テープループと操作、「対等なフリー・インプロヴィゼーション」、そして歌が含まれていた。ジャズや、ロック、現代音楽、アヴァンギャルド・ミュージックの要素を取り入れていた。ダグマー・クラウゼのボーカルは、サウンドに別の次元を加え、劇的でブレヒト風の雰囲気を与えた。当時の音楽ジャーナリストは、しばしば彼らの音楽の正式な作曲要素を過小評価していたが、他の人々は単にそれを「アクセスできない」と単純に却下した。
彼らの音楽は多分に実験的であり、分類はほとんど不可能だった。ただし、次のスタイル（とりわけ）は、ヘンリー・カウに関連付けられることがよくある。
- プログレッシブ・ロック
- アート・ロック
- アヴァン・ロック
- エクスペリメンタル・ロック
- チェンバー・ロック
- フリー・インプロヴィゼーション
- カンタベリー・ロック[32]
- ロック・イン・オポジション（厳密には音楽のスタイルではなく、志を同じくするミュージシャンの集まり）

ジョン・ケルマンは「All About Jazz」で「ヘンリー・カウは新しい種類のクラシック室内楽を代表していた。自発性は部分的な構成要素であり、楽器は伝統と慣習を求めている人々に反する質感を作り出した」と語った。1997年に出版された『Rocking the Classics：English Progressive Rock and the Counterculture』は、ヘンリー・カウの音楽を「高度な折衷主義」と表現し、「メロディックな輪郭や、鍵となる中心部分が見当たらない。複雑なシフトメーターが自由に交互に並ぶ激しい無調のインストゥルメンタル・パッセージ、定義可能なビートや規則的な繰り返しリズムのないアメトリック・セクション、および歌とスピーチの間の境界線をぼかすギザギザのシュプレッヒゲザング（語るように歌う）のようなボーカルラインといったものが含まれていることが多い」と述べている。
ヘンリー・カウの音楽は、リスナーだけでなく、バンド自身にとっても挑戦的なものだった。彼らはしばしば自分の能力に挑戦するために作品を構成した。彼らの音楽の一部は、楽器の従来の範囲を超えてスコア化されたため、「楽器を再発明」し、まったく新しい形で演奏する方法を学ぶ必要があった。フリスは1973年のインタビューで次のように説明した。「私たちがやったことは、文字通り自分自身に教えることです……最初は演奏できなかった音楽を作曲することをね。その態度のために、私たちは永遠に進み続けることができるのです。それは、ほとんどのグループが持っていない目的意識を私たちに与える生成概念なのです」。それでも、彼らの音楽は以前ほど良いものではなかったかもしれなかった。ヘンリー・カウは集団として自分たちの業務を行い、音楽に関連するものを含むすべての決定はグループによって承認されなければならなかった。1998年のインタビューで、フリスは、これらの議論がヘンリー・カウのマテリアルの多くを強化するのではなく、「水を減らす」ことにつながった可能性があると述べた。「これは……大きな間違いであり、私たちの最高のアイデアの多くはその結果、完全には実現されなかったかもしれない」と彼は感じていた。カトラーは、1978年にアート・ベアーズが結成されたとき、彼とフリスは「議論はせず、誰かがアイデアを持っていたら、それをテープに入れる。それから私たちはそれを聴いて、それがうまくいくか、うまくいかないか、追求すればうまくいくかを、すぐに明らかにする」と決めたと書いている。
ヘンリー・カウは大きく言えばライブ・バンドだったが、オリジナルの6枚のアルバムのうち、1枚だけがコンサートでのライブ・パフォーマンスを垣間見せた。2009年1月、レコメンデッド・レコードは『The 40th Anniversary Henry Cow Box Set』（40周年記念ボックス）をリリースした。これは、1972年から1978年の間にライブ・レコーディングされた10時間を超える未発表音源を含む、9枚のCDプラス1枚のDVDで構成されるコレクションである。ケルマンによれば、これは「初めて」、「ヘンリー・カウの広さと深さの包括的な説明」を提供したものとなった。

## メンバー
ソース: The Canterbury Website Henry Cow Chronology
- フレッド・フリス (Fred Frith) - ギター、ヴァイオリン、ベース、ピアノ、シロフォン (1968年–1978年)
- ティム・ホジキンソン (Tim Hodgkinson) - オルガン、アルト・サックス、クラリネット、ピアノ (1968年–1978年)
- デヴィッド・アトウール (David Attwooll) - ドラム (1968年)[注釈 1]
- ロブ・ブルックス (Rob Brooks) - リズム・ギター (1968年)[注釈 1]
- ジョッシュ・グラハム (Joss Grahame) - ベース (1968年)[注釈 1]
- アンディ・スプーナー (Andy Spooner) - ハーモニカ (1968年)[注釈 1]
- アンディ・パウエル (Andy Powell) - ベース、ドラム (1968年–1969年)[注釈 1]
- ジョン・グリーヴス (John Greaves) - ベース、ピアノ、ボーカル (1969年–1976年)
- シーン・ジェンキンス (Sean Jenkins) - ドラム (1969年–1971年)[注釈 1]
- マーティン・ディッチャム (Martin Ditcham) - ドラム (1971年)[注釈 1]
- クリス・カトラー (Chris Cutler) - ドラム、パーカッション (1971年–1978年)
- ジェフ・リー (Geoff Leigh) - サックス、フルート、クラリネット (1972年–1973年)
- リンジー・クーパー (Lindsay Cooper) - バスーン、オーボエ、リコーダー、ピアノ (1974年–1978年)
- ピーター・ブレグヴァド (Peter Blegvad) - ギター (1974年–1975年)[注釈 2]
- アンソニー・ムーア (Anthony Moore) - キーボード (1974年–1975年)[注釈 2]
- ダグマー・クラウゼ (Dagmar Krause) - ボーカル (1974年–1977年)[注釈 2]
- ジョージー・ボーン (Georgie Born) - チェロ、ベース (1976年–1978年)
- アンヌマリー・ロウロフス (Annemarie Roelofs) - トロンボーン、ヴァイオリン (1978年)

### タイムライン
注：ショーン・ジェンキンスが参加する前に、バンドは他の何人かのドラマーを試した。フレッド・フリスによると、1969年から1971年の間に、バンドはドラマーを入れるよりもドラマーのいないトリオとして演奏していた。1974年11月から1975年4月まで、ヘンリー・カウはスラップ・ハッピーと合併して1つのグループを形成した。バンドの最後のスタジオ・アルバム『ウェスタン・カルチャー』は、グループが分裂した後、1979年にリリースされた。

## ディスコグラフィ

### スタジオ・アルバム
- 『伝説』 - Legend (1973年) ※旧邦題『レッグ・エンド/レジェンド』
- 『不安』 - Unrest (1974年) ※旧邦題『アンレスト』
- 『悲しみのヨーロッパ』 - Desperate Straights (1975年) ※スラップ・ハッピーとのコラボレーション。連名で発表。
- 『傾向賛美』 - In Praise of Learning (1975年) ※スラップ・ハッピーとのコラボレーション。旧邦題『イン・プレイズ・オヴ・ラーニング』
- 『ウェスタン・カルチャー』 - Western Culture (1979年) ※旧邦題『ウェスターン・カルチャー』

### ライブ・アルバム
- 『コンサーツ』 - Concerts (1976年)
- Stockholm & Göteborg (2008年)

### ボックス・セット
- The Virgin Years – Souvenir Box (1991年)
- Henry Cow Box (2006年)
- The 40th Anniversary Henry Cow Box Set (2009年)
  - The Road: Volumes 1–5
  - The Road: Volumes 6–10
  - The Studio: Volumes 1–5
- The Henry Cow Box Redux: The Complete Henry Cow (2019年)

### その他のアルバム
- Various Artists : Greasy Truckers Live at Dingwalls Dance Hall (1974年) ※4曲参加。後にCD『コンサーツ』にボーナストラックとして収録
- アート・ベアーズ : 『ホープス・アンド・フィアーズ』 - Hopes and Fears (1978年) ※ヘンリー・カウが録音したがアート・ベアーズ名義で発表された
- Various Artists : 『レコメンディッド・レコーズ・サンプラー』 - Recommended Records Sampler (1982年) ※「Slice」 (『ウェスタン・カルチャー』のアウトテイク)、「Viva Pa Ubu」 (『ホープス・アンド・フィアーズ』のアウトテイク)収録
- Various Artists : The Last Nightingale (1984年) ※「Bittern Storm Revisited」収録 (『不安』の「Bittern Storm over Ülm」のリミックス)
- フレッド・フリス : 『グラヴィティー』 - Gravity (1990年) ※「Waking Against Sleep」 (『ウェスタン・カルチャー』のアウトテイク)収録